# George Fullerton

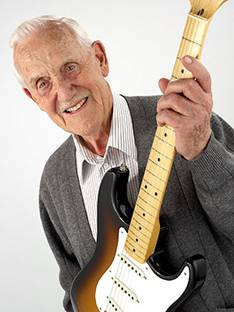
George William Fullerton

George Fullerton (Hindsville, 7 maart 1923 – Fullerton (Californië), 4 juli 2009) was een Amerikaans ontwerper van elektrische gitaren.
Fullerton was de eerste medewerker van Leo Fender. Terwijl Fender zich hoofdzakelijk met ontwerp en innovatie bezighield, was Fullerton verantwoordelijk voor de praktische invulling van Fenders ideeën. Fullerton bedacht onder andere de machine die werd gebruikt voor het automatisch fretten van gitaren, en later bassen. Samen met Fender wordt hij gezien als de bedenker en ontwerper van de eerste elektrische basgitaar met een solid body, die grootschalig geproduceerd kon worden. Nadat Fender zijn bedrijf in 1965 wegens gezondheidsproblemen had verkocht aan CBS bleef Fullerton nog 4 à 5 jaar als adviseur bij Fender Musical Instruments. In 1979 richtte hij samen met Fender en Dale Hyatt G&L Musical Instruments op. Daarbij stond G&L voor "George en Leo".
Fullerton wordt door velen gezien als de vader van de Fender Esquire gitaar, het oorspronkelijke eerste productiemodel van Fender. Dit instrument werd echter al zeer snel vervangen c.q. opgevolgd door de Fender Broadcaster; in essentie een Esquire, maar met twee elementen in plaats van één element.
Om juridische problemen te voorkomen (de firma Gretsch verkocht drumstellen onder de naam Broadkaster) werd de naam van de gitaar gewijzigd in Telecaster. Onder deze naam wordt het instrument heden ten dage nog steeds verkocht, in vele varianten. Fullerton werd in 2007 consultant bij Fender. Het bedrijf eerde hem door een speciale uitvoering van de Fender Stratocaster naar hem te noemen.
Fullerton overleed op 86-jarige leeftijd aan hartfalen.